# 漢娜·胡什科娃

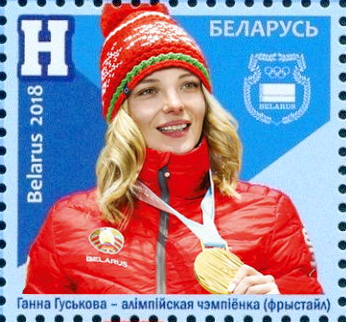
一枚2018年白俄罗斯邮票上的胡什科娃

漢娜·安德烈耶芙娜·胡什科娃（1992年8月28日—），白俄羅斯自由式滑雪運動員，她代表白俄羅斯隊參加了中國舉行的2022年冬季奧林匹克運動會，並且在女子空中技巧比賽上獲得銀牌。